# Verdict ouvert
Un verdict ouvert (Open verdict en anglais) est une option donnée au jury du coroner lors d'une enquête légale dans le système judiciaire d'Angleterre et du Pays de Galles. Ce verdict affirme que le jury est certain que la mort est suspecte, mais il ne peut arriver à un autre verdict à sa disposition. L'étude des mortalités démontre que la majorité des verdicts ouverts concerne des suicides de personnes dont les intentions ne peuvent être prouvées. Il existe plusieurs autres cas de figure où un tel verdict peut être posé.
Deux lords juges en chef ont mis en garde que le verdict ne signifie pas que le jury est incapable de découvrir la cause du décès, mais plutôt pourquoi la mort est survenue. Cependant, l'incertitude d'un tel verdict incite plusieurs personnes à trouver ce verdict insatisfaisant. Au début du XXIe siècle, le système légal anglo-saxon tente d'éviter ce type de verdict.
Lors de l'enquête sur la mort en 1978 du batteur Keith Moon du groupe the Who, le jury fut incapable de déterminer si sa mort était accidentelle ou le résultat d'un suicide. L'enquête sur la mort de Jimi Hendrix, elle aussi, a abouti sur un verdict ouvert. En 1982, le jury émit un verdict ouvert à propos de la mort de Helen Smith, une infirmière britannique tombée morte lors d'une fête en Arabie saoudite. Certains juristes interprétèrent ce verdict comme une victoire de son père, qui croyait qu'elle avait été tuée.